# Laphria dizonias
Laphria dizonias är en tvåvingeart som beskrevs av Friedrich Hermann Loew 1847. Laphria dizonias ingår i släktet Laphria och familjen rovflugor. Inga underarter finns listade i Catalogue of Life.